# Massacro di Houla
Il massacro di Houla è un crimine di guerra commesso dall'esercito israeliano durante la guerra arabo-israeliana del 1948 nel villaggio di Houla, nel Libano sudorientale, a 3 chilometri dal confine con Israele. L'eccidio provocò la morte di un numero di arabi civili disarmati compreso fra 35 e 58.
I militari israeliani della Brigata Carmeli occuparono il villaggio il 24 ottobre 1948 senza che fosse opposta alcuna resistenza, espulsero le donne e i bambini e giustiziarono la maggior parte degli uomini di età compresa fra i 15 e i 60 anni in una casa che fu poi fatta esplodere per seppellire i cadaveri ed impedire il rientro degli abitanti sopravvissuti fatti evacuare.
Si erano arrese ed avevano chiesto di restare.
Gli uomini furono rinchiusi in una casa sotto sorveglianza.
Io fui condotto sul posto e vidi circa 35 uomini [Oggi Yermiya non ricorda il numero esatto, ed infatti c’erano circa 50 uomini] di età compresa fra 15 e i 60 anni, incluso un militare libanese in uniforme [che non fu giustiziato] …Quando feci ritorno al villaggio la mattina seguente con l’ordine di far evacuare gli abitanti scoprii che, mentre ero rimasto via, due degli ufficiali avevano ammazzato tutti i prigionieri che erano stati rinchiusi nella casa con un mitra e avevano poi fatto esplodere l’edificio per seppellirne i corpi. Le donne e i bambini furono mandati ad occidente.
Quando gli chiesi il motivo dell’eccidio, l’ufficiale mi rispose che era stata “una vendetta per l’assassinio dei suoi migliori amici nel massacro della raffineria di petrolio di Haifa" »
Due ufficiali israeliani si resero responsabili dell'eccidio e furono denunciati cme criminali di guerradal loro superiore. Dov Yermiya. Uno di loro, il tenente Samuele Lais, ufficiale della compagnia, giustiziò personalmente 35 persone disarmate.
 Lais fu poi processato per omicidio da una corte militare israeliana e cercò di difendersi affermando che i crimini che aveva commesso erano stati compiuti al di fuori dei confini di Israele ma la corte militare  rigettò tale difesa pur concedendo a Lais un rinvio che gli fu utile per portare il caso dinanzi alla Corte suprema di Israele. Il governo israeliano obiettò però che quest'ultima non fosse competente in materia di legislazione militare ma nel febbraio del 1949 la Corte suprema israeliana rigettò sia la richiesta di Lais sia quella del governo, permettendo al processo di proseguire.
Al termine del processo Lais fu ritenuto colpevole e condannato a 7 anni di carcere ma in appello la sentenza fu ridotta ad una anno, che Lais trascorse in una base militare aperta. Samuele Lais fu scarcerato nel 1950 e pochi anni dopo, nel 1955, ricevette il perdono presidenziale retroattivo, divenne avvocato ed ebbe una brillante carriera politica fino a diventare direttore generale dell'Agenzia ebraica nel 1978  nonostante l'opposizione di alcuni cittadini israeliani a tale nomina  a causa del suo coinvolgimento nel massacro di Hula. Arieh Dulzin, al tempo presidente dell'Agenzia Ebraica, respinse decisamente le proteste affermando che Samuele Lais aveva beneficiato del perdono presidenziale e che il suo "non era un gesto che comporta uno stigma".. Alcuni anni più tardi Lais perse poi il suo posto di direttore dell'Agenzia Ebraica per aver redatto una relazione che riportava le critiche e le lamentele degli israeliani che avevano preferito lasciare Israele per emigrare negli Stati Uniti. Samuele Lais morì nel 2019, a 93 anni.
Quando Samuele Lais fu nominato a capo dell'Agenzia Ebraica, il suo diretto superiore all'epoca del massacro di Houla, Dov Yermiya, scrisse all'allora Presidente dell'Agenzia Ebraica, Arieh Dulzin circa il ruolo ricoperto da Lahis nella strage del 1948. Dopo che la nomina di Lahis divenne effettiva, la discussione fu riportata dai mass-media israeliani e ciò provocò un dibattito nella società civile e nella Knesset. La lettera di Yermiya fu poi pubblicata dal quotidiano Al HaMishmar.